# Jean Guyon (historien)
Pour les articles homonymes, voir Jean Guyon.
Jean Guyon, né à Marseille le 15 janvier 1945 est un historien et archéologue français.

## Biographie
Ancien élève du lycée Thiers,, ancien élève de l'École normale supérieure (promotion 1965 Lettres), ancien membre de l'École française de Rome, il entre au CNRS en 1975 et devient directeur de recherche au Centre Camille Jullian , UMR 6573, laboratoire de recherche mixte du CNRS, de l'Université de Provence et du ministère de la Culture. Il est membre de l'Académie des Lettres, Sciences et Arts de Marseille. C'est un spécialiste de l’histoire urbaine et de l’archéologie de l’Antiquité tardive, particulièrement de l’archéologie chrétienne. Son grand livre sur les catacombes romaines (1987) est désormais l'ouvrage de référence sur un sujet majeur.
Il est membre du Conseil national de la recherche archéologique du Ministère de la Culture, commissaire de la Commission pontificale d'archéologie sacrée et membre correspondant de l'Académie pontificale d’archéologie. Ses publications comptent plus de 200 articles et ouvrages.

## Publications (sélection)
- Le cimetière Aux deux lauriers : recherches sur les catacombes romaines, B.É.F.A.R., fasc. 264, Rome, École française de Rome, 1987, 556 p.
- Aix-en-Provence (en collab. avec Ph. Bernardi, N. Coulet, N. Nin et L. Rivet), collection des Documents d’évaluation du patrimoine archéologique des villes de France, Paris, 1994, 187 p.
- Saint-Bertrand-de-Comminges (en collab. avec les autres fouilleurs du site), Guides archéologiques de la France, no 33, Paris, 1996
- Atlas topographique des villes de Gaule méridionale, I (en collab. avec N. Nin, L. Rivet et S. Saulnier) Aix-en-Provence, Montpellier, 1998, 314 p.
- Les premiers baptistères des Gaules (IVe – VIIIe siècles), Unione internazionale degli Istituti di archeologia, storia e storia dell’arte in Roma, Conferenze, 17, Rome, 2000, 82 p.
- Édition et adaptation de l’ouvrage de J.-Cl. Moulinier, Autour de la tombe de saint Victor de Marseille : textes et monuments commémoratifs d’un martyr, Marseille, 2000, 198 p.
- D’un monde à l’autre : naissance d’une chrétienté en Provence (IVe – VIe siècles), catalogue de l’exposition 15 septembre 2001 – 6 janvier 2002 (en collaboration avec M. Heijmans), Arles, 2001, 244 p.
- Les premiers chrétiens en Provence : guide archéologique (en collaboration avec A. Jégouzo), Paris, 2001, 144 p.
- Coédition de l’ouvrage collectif Marseille : trames et paysage urbain de Gyptis au roi René, Actes du Colloque international d’archéologie, Marseille, 3-5 novembre 1999, Études massaliètes, 7, Aix-en-Provence, 2001, 464 p.
- Chapitre « L’Église de Rome du IVe siècle à Sixte III (312-432) », dans Histoire du christianisme, II, Naissance d’une chrétienté (250-430), Paris, 1995, p. 771-798
- L'Antiquité tardive en Provence (IVe – VIe siècle) : Naissance d'une chrétienté (collectif, sous la direction de Jean Guyon & Marc Heijmans), co-édition Actes Sud / Aux sources chrétiennes de la Provence, Arles, 2013, 224 p.